# Simetria floral
Simetria floral é um termo da morfologia vegetal para definir a divisão imaginária de uma planta, em uma, duas ou mais partes iguais. Quanto à simetria floral, uma flor pode ser classifica em três tipos:

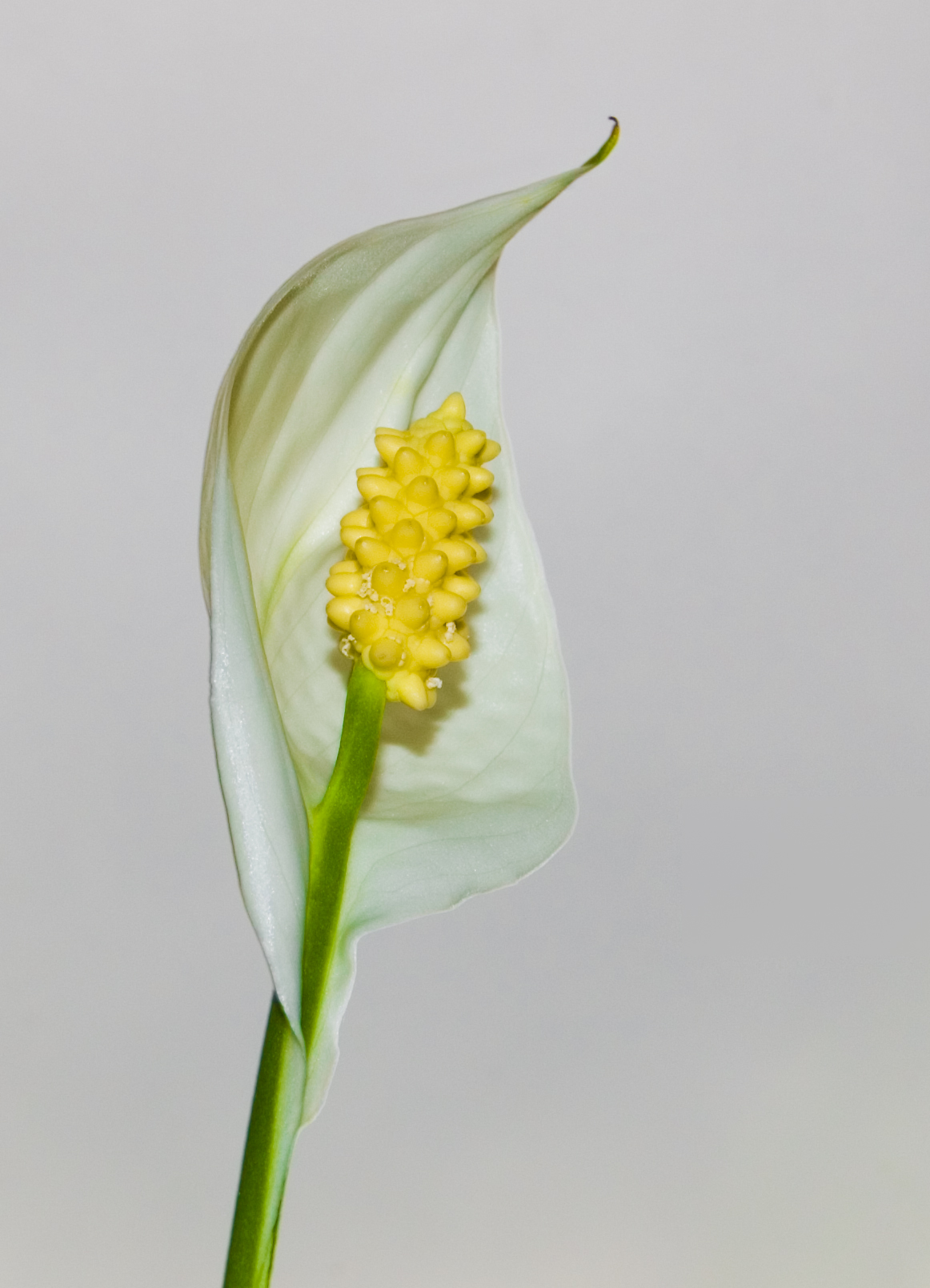
A flor do lírio-da-paz (Spathiphyllum wallisii) é assimétrica.

- Assimétrica: Aquela que não pode ser divida em partes iguais, ou seja, não apresenta simetria. Esta condição é rara. Um exemplo é a  lírio-da-paz.

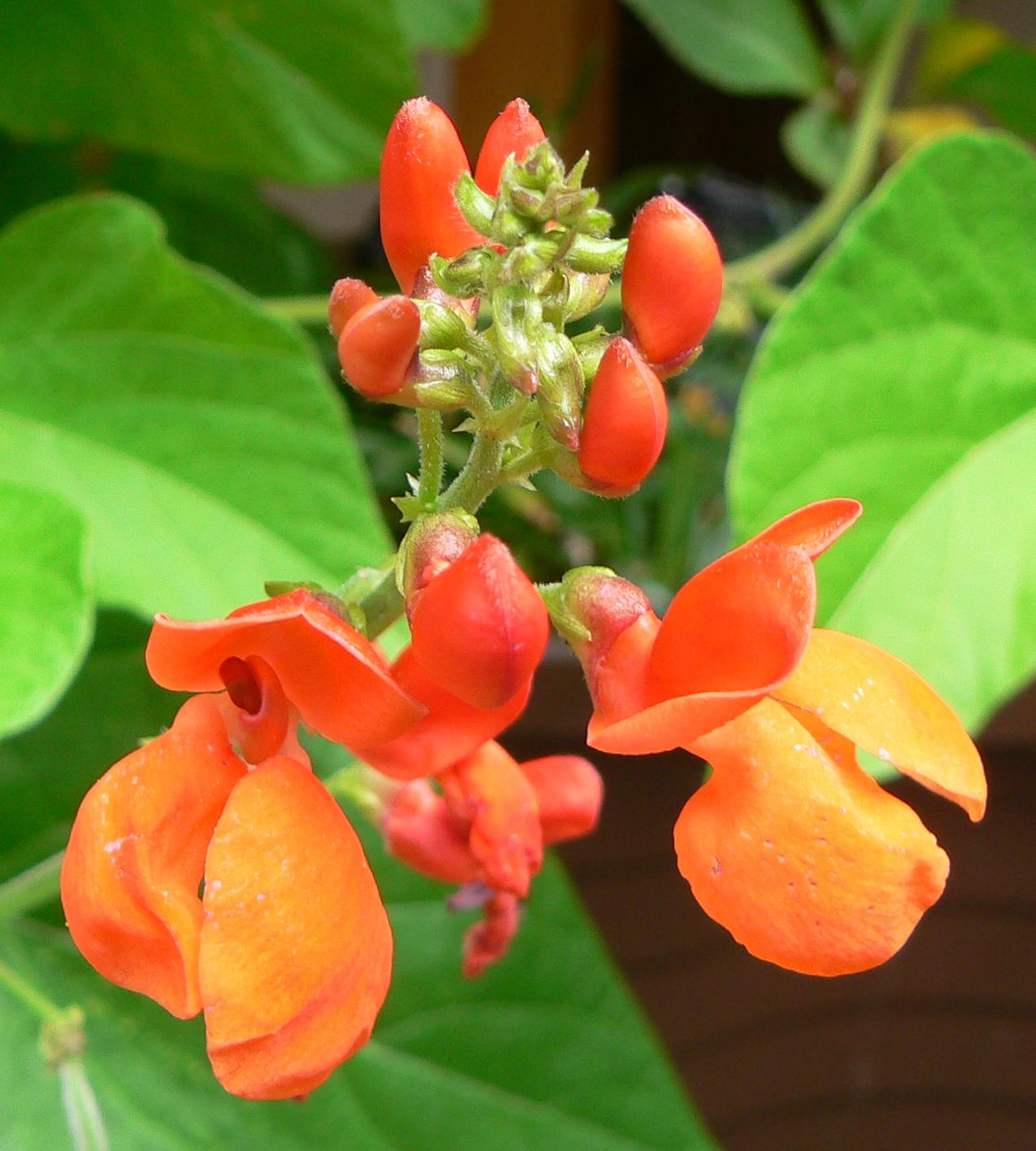
A flor desta Fabaceae (Phaseolus coccineus) possui simetria zigomórfica.

- Zigomorfa (zigo = par; morfos = forma) : Aquela flor com simetria bilateral, que pode ser dividida unicamente em duas partes iguais como, por exemplo, as orquídeas.

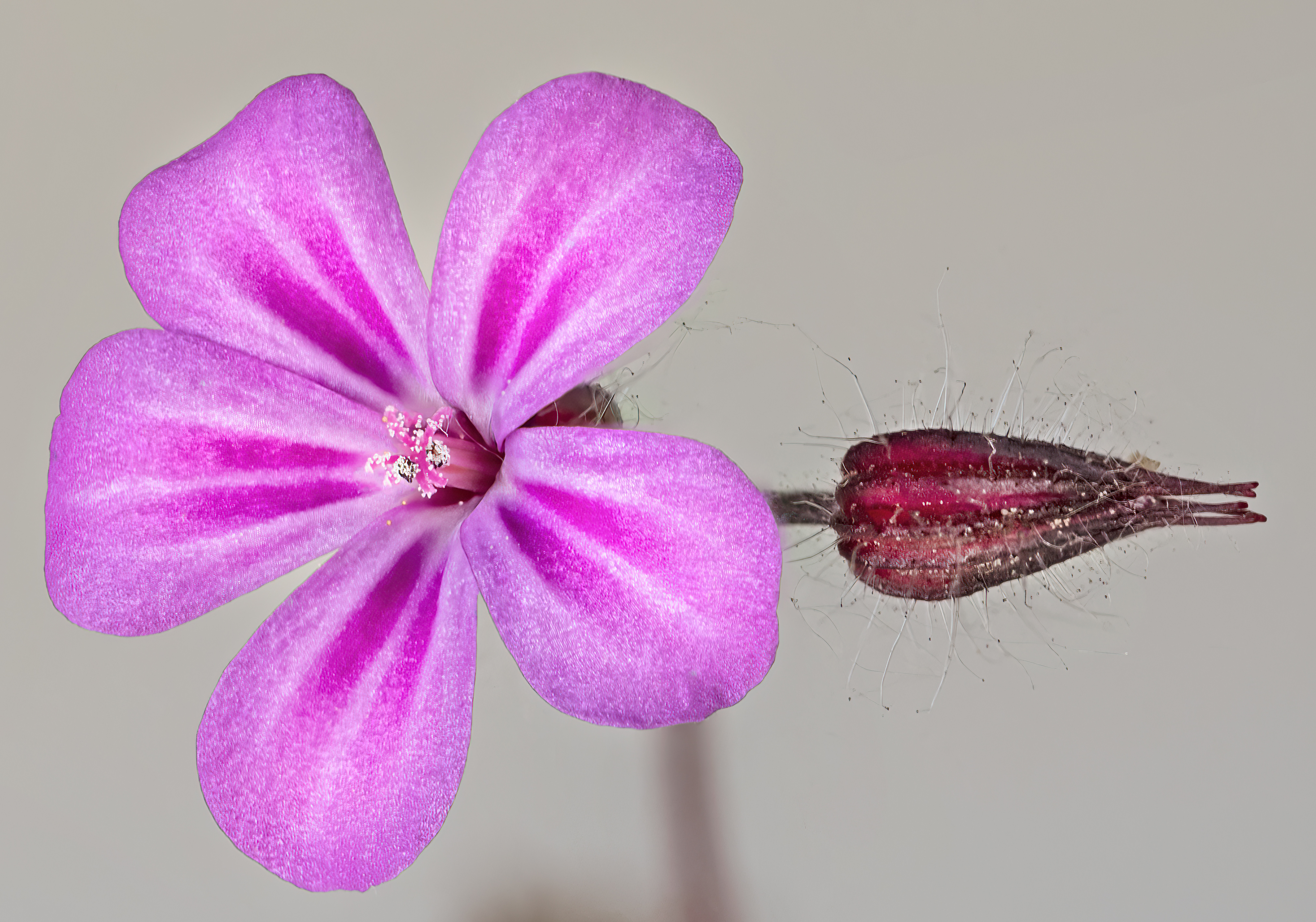
A flor do Gerânio (Geranium robertianum) possui simetria radial.

- Actinomorfa: Aquela flor que apresenta simetria radial, ou seja, pode ser dividida em várias partes iguais como, por exemplo, a margarida.